# Alexander von Fersmann
Alexander von Fersmann, född 8 november 1883, död 20 maj 1945, var en rysk mineralog.
Fersmann blev 1912 professor i mineralogi vid högskolekurserna för kvinnor i Sankt Petersburg och kustos vid vetenskapsakademins mineralogiska museum samt 1921 föreståndare för detta museum och vicepresident för vetenskapsakademin. Fersmann var mycket verksam vid undersökningen av ryska mineral och mineralförekomster, inte minst av ädelstenar, och var en verksam medlem av Kommissionen för utforskande av Rysslands naturliga produktionskrafter. Han ledde de geologiska och mineralogiska undersökningarna av ädelstensförekomsterna i Ural och Transbajkalien samt av radiumförekomsterna i Turkestan.